# Чемпіонат Швеції з хокею 1936
 Чемпіонат Швеції з хокею: 1936 — 15-й сезон турніру з хокею з шайбою, який проводився за кубковою системою. 
Переможцем змагань став клуб «Гаммарбю» ІФ (Стокгольм).

## Турнір

### Перший раунд
- ІК «Йота» (Стокгольм) - ІК «Стуре» (Стокгольм) 2:1
- Седертельє СК - ІФК Марієфред 1:1 / 4:0
- ІК «Гермес» (Стокгольм) - «Юргордсгофс» ІФ (Стокгольм) 9:0
- Седертельє ІФ - УоІФ «Маттеуспойкарна» (Стокгольм) 3:1

### Чвертьфінал
- АІК Стокгольм - «Трансбергс» ІФ (Стокгольм) 4:0
- ІК «Йота» (Стокгольм) - Седертельє СК 4:1
- «Гаммарбю» ІФ (Стокгольм) - «Карлбергс» БК (Стокгольм) 4:0
- ІК «Гермес» (Стокгольм) - Седертельє ІФ 4:1

### Півфінал
- АІК Стокгольм - ІК «Йота» (Стокгольм) 3:1
- «Гаммарбю» ІФ (Стокгольм) - ІК «Гермес» (Стокгольм) 4:1

### Фінал
- АІК Стокгольм - «Гаммарбю» ІФ (Стокгольм) 1:1 (дод.) / 1:5